# Jean Touchard (évêque)
Jean Touchard (mort vers 1602) est un ecclésiastique qui fut évêque désigné de Meaux de 1595 à 1602.

## Biographie
Jean Touchard est un proche du cardinal Jacques Davy du Perron et l'ancien précepteur du cardinal de Vendôme. Il est abbé commendataire de l'Abbaye Notre-Dame de Bellozanne depuis 1583. 
Après le refus du Saint-Siège de confirmer Alexandre de La Marck comme évêque de Meaux le roi Henri IV le désigne comme évêque en 1595 ou au début de 1596. Il est nommé le 28 juillet 1597 alors que le roi  vient également d'attribuer l'évêché en commende le 13 juillet 1597 à François de L'Hospital. Il ne peut jamais prendre possession de son siège épiscopal disputé car sa candidature est également récusée par le Saint-Siège et il meurt à une date inconnue vers 1602.